# 時積恵美之
時積 恵美之（ときずみ えみし）とは、日本の成年漫画家である。

## 概要
昭和中期生まれ、静岡県熱海市在住の漫画家兼イラストレーター。趣味は古代史探究。
1980年代に少女マンガ志望のサラリーマン漫画家として、ロリコン系漫画「ハーフリータ」でデビュー。脱サラ後は、美少女系漫画をメインに青・少年誌などを転々として漫画家活動を続ける。その後、『小説アリス』(綜合図書)をきっかけにイラストレーターに転向するも、漫画の依頼の方が多く「美少女系漫画家」と言われていた。
当初はかなりデッサン力が低く、エロコメ的な短編作品をメインに描いており、少年漫画・少女漫画のテイストを取り入れつつ、当時人気を集めていた山本直樹のような路線などを模索していた。1988年頃から次第に画力が向上して、当時の成年漫画としては非常に上手い作家となり、劇画調の画風にうまくアニメ系を融合したキャラクターを描くようになり、ストーリー重視の長編作品やシリーズ物を連載するようになる。
1998～1999年頃にかけて創作ペースが落ちはじめ、姫盗人2000年12月号を最後に、2001年頃～2004年秋頃にかけて活動が休止されていた。1998年頃に発売されたアンソロジーコミックスの巻末挿絵には、「病院に通っていて病み上がり」である旨のコメントが複数冊にわたって確認されており、身体を壊していたことが見受けられる。そのためか、連載誌の巻末の後書きでは「次回より新シリーズを開始します」というメッセージが何度も繰り返されては延期されていた。
2004年12月号～2005年8月号にかけて作家活動を再開して短編を数本ほど描いているが、松文館の『姫盗人』（2005年8月号）を最後に、それ以降は沈黙を保っており、今後の活動も未定である。
2018年より、AmazonのKindleやDMMなどで電子書籍が発売されたことから、出版社が作者と連絡が取れる状態であると推測されている。なお、電子書籍化に伴って「各サイトごとの基準」に沿ったモザイク修正が施されており、DMMでは若干の修正が、Kindleではかなりの修正が追加されている。また簡易的な着色であるが、既存のコミックスをカラー化した作品も電子書籍にて発表された。
ペンネーム
一般向け漫画も数本ほど描いており、別名義で姫守孝人のペンネームを使用していた。
一時期ペンネームをときずみえみしとしており、当時のサインは「ときずみ えみ」と書いて、「み」の右の縦の線を「し」の様に流したもの。なお、漢字の読みとして正しい「ときづみ」ではなく、「ときずみ」である。
独特な喘ぎ声
「はぅんはぅん」という独特な喘ぎ声が多用されており、にちゃんねるなどの時積恵美之板では「はぅんはぅん」がスレのタイトルとしても使用されている。

## 作品一覧

### 単行本
- バージン・トライV：(別冊エ－スファイブ コミックス ) 松文館 1986/11出版 ¥800(税別)
- イブ達のB面ハート：(別冊エ－スファイブ コミックス ) 松文館 1987/10出版 ¥800(税別)
- 月光妖精カンパニー
  - 月光妖精カンパニー：(別冊エ－スファイブ コミックス) 松文館 1988/03出版 ¥777(税別) [旧版]
  - 月光妖精カンパニ－：(別冊エ－スファイブ コミックス) 松文館 1994/03出版 ¥854(税別) [新装版]
- 風の東の月の森シリーズ
  - 風の東の月の森　：(レインボ－トリップコミックス) 銀星出版社 1993/10出版 ¥951(税別) [旧版]
  - 風の東の月の森　：(ブラックキャッツコミックス) 虹の旅出版 1994/09出版 ¥951(税別)
  - 風の東の月の森２：(ブラックキャッツコミックス) 虹の旅出版 1995/02出版 ¥951(税別)
  - 風の東の月の森３：(ブラックキャッツコミックス) 虹の旅出版 1997/06出版 ¥952(税別)
- 桜園奇談
  - 桜園奇談：(別冊エ－スファイブコミックス ) 松文館 1996/04出版 ¥854(税別)
  - 桜園奇談：(ＳＢＫ　ｂｕｎｋｏ) 松文館 2002/09出版 ¥505(税別)
- 屠りの森の白い柩：(別冊エ－スファイブコミックス ) 松文館 1996/07出版 ¥854(税別)
- 家内性異性交遊：(別冊エ－スファイブコミックス) 松文館 1999/05出版

### 挿絵・イラスト
- 戦国妖術ロマン 黄泉の剣士 (三枝健人著・プレリュード文庫) ：1998.06

### 表紙カバーイラスト
- COMIC 14106 アイシテル VOL.2 (松文館) 1995年9月25日
- COMIC 14106 アイシテル VOL.3 (松文館) 1995年10月25日
- COMIC 14106 アイシテル VOL.4 (松文館) 1995年11月25日
- COMIC 14106 アイシテル VOL.5 (松文館) 1995年12月25日
- COMIC 14106 アイシテル VOL.6 (松文館) 1996年1月25日
- COMIC 14106 アイシテル VOL.7 (松文館) 1996年2月25日
- COMIC 14106 アイシテル VOL.8 (松文館) 1996年3月25日
- COMIC 14106 アイシテル VOL.9 (松文館) 1996年4月25日
- COMIC 14106 アイシテル VOL.10 (松文館) 1996年5月25日
- COMIC 14106 アイシテル VOL.11 (松文館) 1996年6月25日
- COMIC 14106 アイシテル VOL.12 (松文館) 1996年7月25日
- COMIC 14106 アイシテル VOL.15 (松文館) 1996年11月25日

## コミックス収録作品

### バージン・トライＶ
- Sapphoはまだ読んでないけど （描き下ろし）
- Dragはもういらない （描き下ろし）
- Early teens の方がおいしい！ （描き下ろし）
- Legend は誘いの口実 （描き下ろし）
- Holiday のたびに！ （描き下ろし）
- Let me see… （描き下ろし）
- Treatment はたっぷりと （月刊「ハーフリータ」６１年９月）
- Jumping board みたいにジェラシー　（月刊「ハーフリータ」６１年８月増刊「いちごダイフクVol1」）
- Pandra's box （月刊「ハーフリータ」 月刊「ハーフリータ」６１年１０月）
- Nota bene. （月刊「ハーフリータ」６１年１１月増刊「いちごダイフクVol2」）

### イブたちのＢ面ハート
単行本「月光妖精カンパニー」[新装版] にも、1-3話が収録されている。
- Part1. 過激に脱少女 （ハーフリータ 1987年06月号）
- Part2. TEACH I （ハーフリータ 1987年07月号）
- Part3. TEACH II （ハーフリータ 1987年08月号）
- Part4. 安心な目覚まし （ハーフリータ 1987年09月号）
- Part5. 絵に描かれているほど黒くない （ハーフリータ 1987年10月号）
- Part6. SIDE-B
- Part7. スクランブルシスターズ
- Part8. シュガーコートリメンブランス

### 月光妖精カンパニー
「旧版」と「新装版」とで収録作品が一部異なり、ここでは緑文字で表記する。
月光妖精カンパニー [旧版]
- ダメよ！お姉ちゃん（ハーフリータ 1987年3月号）
- みでぃあむタイム （初出不明。パイク 第06號にて再掲載）
- ときめき－３５
- ムーンライト プログラム
- 夢はエンドレス
- あぶないこ・と・ば （いちごダイフク VOL.3）
- 苦手なものォ！？
- French Letter は巡りくる夜のために （ハーフリータ 1987年1月号）
- 成り成りて （ハーフリータ 1987年11月号）

月光妖精カンパニー [新装版]
- みでぃあむタイム （初出不明。パイク 第06號にて再掲載）
- ときめき－３５
- ムーンライト プログラム
- 夢はエンドレス
- あぶないこ・と・ば （いちごダイフク VOL.3）
- 苦手なものォ！？
- Part1. 過激に脱少女 … 「イブたちのＢ面ハート」からの再掲載
- Part2. TEACH I … 「イブたちのＢ面ハート」からの再掲載
- Part3. TEACH II … 「イブたちのＢ面ハート」からの再掲載

### 風の東の月の森
「風の東の月の森シリーズ」では、登場人物たちが別の作品でも再登場することが多く、ハイパーリンクが多用された「クロスオーバー作品」となっている。
- キョーフの思い込み　（「いちごダイフク７」８７年８月刊）
- 優し過ぎて MY GOD!!　（描き下ろし）
- 快汗間食　（「ハーフリータ」９０年１月号）
- 心うらはら　（描き下ろし）
- トルソーはもう泣かない　（「ハーフリータ」８９年４月号）
- 香りのささやき　（「ハーフリータ」８９年３月号）
- ……って可愛い　（「ハーフリータ」８９年６月号）
- 悪魔の懺悔室　（描き下ろし）
- とってもフラストレーション　（「ハーフリータ」８９年７月号）
- やっぱり嫁けない　（描き下ろし）

### 風の東の月の森２
- ”はしたない”なんて言わないで　（描き下ろし）
- とどかぬ叫び　＜加筆修正＞（「パイナップリン」９５年１月号増刊号）
- 淫魔の香り　（描き下ろし）
- もう誰も私に声をかけないで　（描き下ろし）
- 夏服の指定席　＜加筆修正＞（「ホロン１」９２年２月刊）
- チャイムのたびに不安なの　（描き下ろし）

### 風の東の月の森３
- 愛の目覚まし　（加筆修正）（綜合図書「小説アリス１０」９５年５月刊）
- 熊田院長のおいしーい仕事　（松文館「姫盗人」９７年３月号）
- まぐわって禍　（改題・加筆修正）（さくら出版「パインナップリン」９６年７月号）
- 淫魔の使い　（改題）（さくら出版「パインナップリン」９６年６月号）
- はじめての男　（さくら出版「パインナップリン」９５年１０月号）
- ブルセラ日記　（改題）（さくら出版「ＣＯＭＩＣパイ」９７年４月号）
- 見つめられてキュン　（さくら出版「パインナップリン」９６年５月号）
- 待ちに待ったプールの日！　（さくら出版「パインナップリン」９６年９月号）
- 黒い沼のふち　（松文館「ＣＯＭＩＣコンビニ１６号店」９６年１０月号）
- 気くばり上手！　（さくら出版「パインナップリン」９６年８月号）

### 桜園奇談
- 桜園奇談
  - 桜園神社縁起一書 （COMIC コンビニ 2号店）
  - 桜園奇談 序之一 初神饌 （COMIC コンビニ 1号店）
  - 桜園奇談 序之二 催淫之器 （COMIC コンビニ 3号店）
  - 桜園奇談 序之三 続・催淫之器 （COMIC コンビニ 4号店）
  - 桜園奇談 序之四 集れし贄達 （COMIC コンビニ 5号店）※ 続編である第5話は、単行本「家内性異性交遊」に収録されている。
- 奴隷 DE NIGHT [前編] （COMIC コンビニ 6号店）
- 奴隷 DE NIGHT [後編] （COMIC コンビニ 7号店）
- 愛の個人授業 （COMIC コンビニ 8号店）
- セクシーWITCH （COMIC コンビニ 9号店）

### 屠りの森の白い柩
- 神聖芝植学園シリーズ
  - [第１話] 処女検査
  - [第２話] 聖外部 汚濁の城壁 （パインナップリン　1995年05月号）
  - [第３話] 虚名の聖園 （パインナップリン　1995年06月号）
  - [第４話] 名残の雪 （パインナップリン　1995年07月号）
  - [第５話] 濁気の虜囚 （パインナップリン　1995年08月号）
  - [第６話] 邪霊の罠
  - [第７話] 聖女たちの呪歌 （パインナップリン　1995年12月号）
  - [第８話] 神女狩り
  - [第９話] 祓いの幣(I)
  - [最終話] 祓いの幣(II)

### 家内性異性交遊
- 天使の発情期 （コミック姫盗人 1996年11月号）
- 傀儡師 ～桜園奇談 序之五～ （COMIC コンビニ 13号店）
- それぞれの倒錯
- 家内性異性交遊
  - 第１話 姉の下着の雌のシミ
  - 第２話 情欲のはけぐち （コミック姫盗人 1997年05月号）
  - 第３話 ヌルヌルがもう止まらない （コミック姫盗人 1997年06月号）
  - 第４話 オマンコ全開内臓くらべ （コミック姫盗人 1997年09月号）
  - 第５話 私の膣（あな）で射精して （コミック姫盗人 1997年12月号）
- 未亡人倶楽部 （コミック姫盗人 1996年12月号）（COMIC パイン 1997年7月）

## 単行本未掲載の作品
作者の活動休止と、さくら出版の原稿紛失事件などに伴い、単行本に収録されていない作品が多数存在する。
ここでは掲載されていた出版社ごとに、雑誌掲載順で表記する。
さくら出版
| タイトル             | 雑誌名                                 | 備考                                                 |
| -------------------- | -------------------------------------- | ---------------------------------------------------- |
| 聖母の肖像           | コミック・パインナップRIN 1996年10月号 | 再掲載（4ページ加筆修正・風の東のシリーズ）          |
| 薄紅色の春たち 第1話 | コミック・パイン 1997年10月号          | 中学1年生になった少女2人と少年1人による性教育モノ    |
| 薄紅色の春たち 第2話 | コミック・パイン 1997年11月号          | セックスしていたと思ったら、勝ち気な少女の夢オチ     |
| 薄紅色の春たち 第3話 | コミック・パイン 1997年12月号          | (表紙に「薄紅シリーズが読めるのはココだけ!!」の文言) |

二見出版
| タイトル               | 雑誌名                                       | 備考                                               |
| ---------------------- | -------------------------------------------- | -------------------------------------------------- |
| 悪い男                 | スズランコミックス アンソロジー 奴隷契約     | 住友直樹と姉の梓の近親相姦モノ（風の東のシリーズ） |
| 熊田院長のおいしー仕事 | スズランコミックス アンソロジー 飼育の罠     | 風の東3巻収録の4ページ増量版（1998年10月発行）     |
| 哀しき玩具             | スズランコミックス アンソロジー 悪戯したい？ | メイド調教モノ。 ※巻末挿絵も有（1998年12月発行）   |

松文館
| タイトル             | 雑誌名                    | 備考                                                  |
| -------------------- | ------------------------- | ----------------------------------------------------- |
| 聖母の肖像           | ハーフリータ 1988年09月号 | 大正時代の許嫁を亡くした女性と、男子学生との悲恋モノ  |
| おとなのお勉強       | 姫盗人 1997年02月号       | カラー3P。図書館でのオナニー手伝い                    |
| イラストの小部屋     | 姫盗人 1997年02月号       | カラー1P+モノクロ4P。万引検査モノ+自宅での和姦モノ    |
| 家内性異性交遊 第6話 | 姫盗人 2004年12月号       | ペット扱いしている椎子とのセックス。再掲載            |
| 家内性異性交遊 第7話 | 姫盗人 1997年12月号       | 琴音、美姫、椎子との3P。8ページ。                     |
| 家内性異性交遊 第8話 | 姫盗人 1998年1月号        | 椎子とのセックス。8ページ。「第一部 終」の文言。      |
| 意のままに           | 姫盗人 2000年12月号       | 質店の児玉店長と、性研社のセールスレディ2人の催眠モノ |
| 悪い男               | 姫盗人 2005年02月号       | 再掲載。                                              |
| 薄紅色の春たち 第1話 | 姫盗人 2005年04月号       | 再掲載。                                              |
| 薄紅色の春たち 第2話 | 姫盗人 2005年08月号       | 再掲載。                                              |
| 連続強姦ドールハウス | 貴麗 vol.1 2000年1月発行  | 義父による女子高生のレイプモノ。                      |

姫守孝人 名義
| タイトル   | 雑誌名                   | 備考 |
| ---------- | ------------------------ | ---- |
| 菜月綺憚   | MYSTERY JUMP 1991年8月号 |      |
| かくれん坊 |                          |      |

## 用語

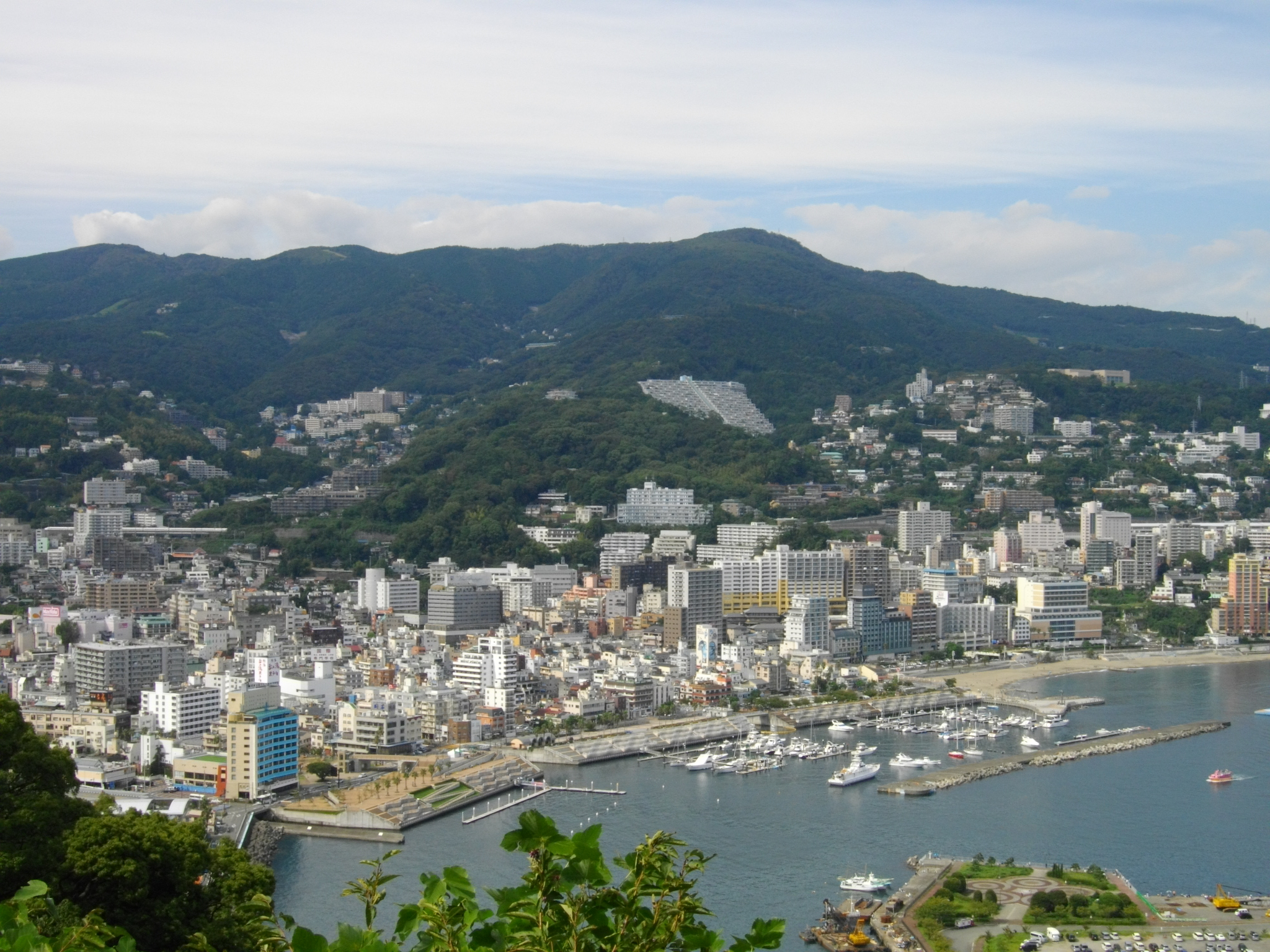
山海のモデルとなった熱海市。

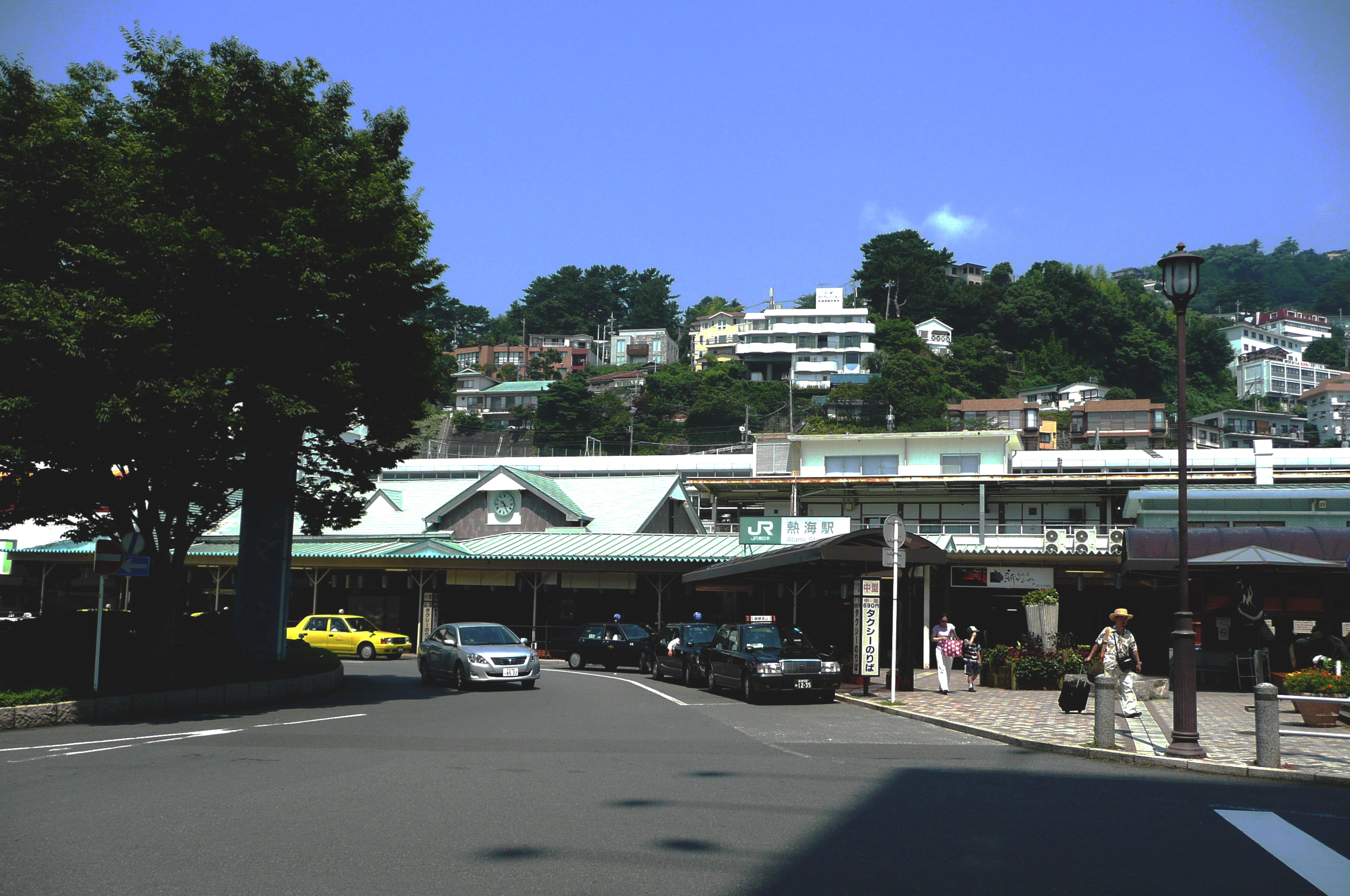
山海駅のモデルとなった熱海駅の旧駅舎。

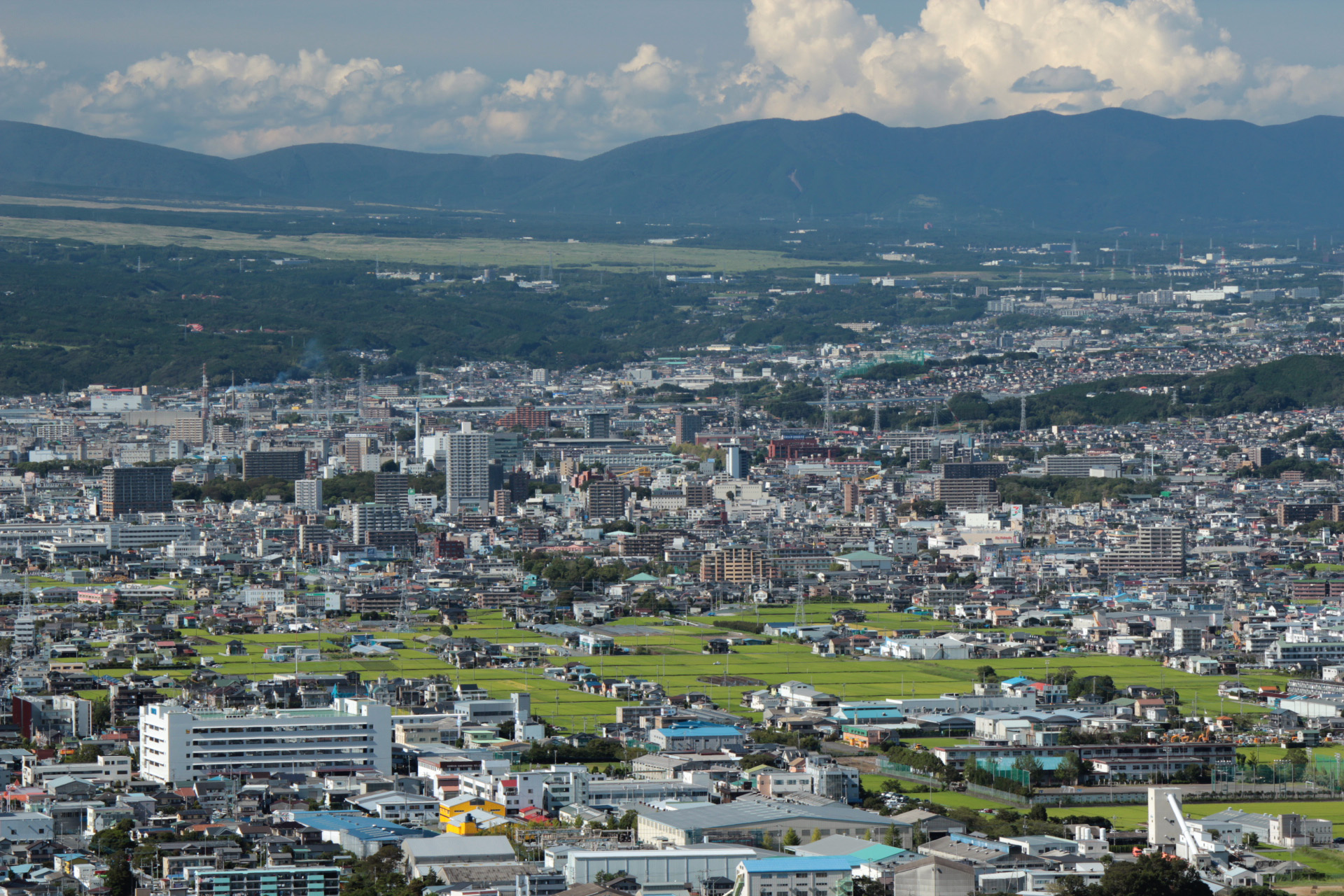
御洲のモデルとなった三島市の中心部。

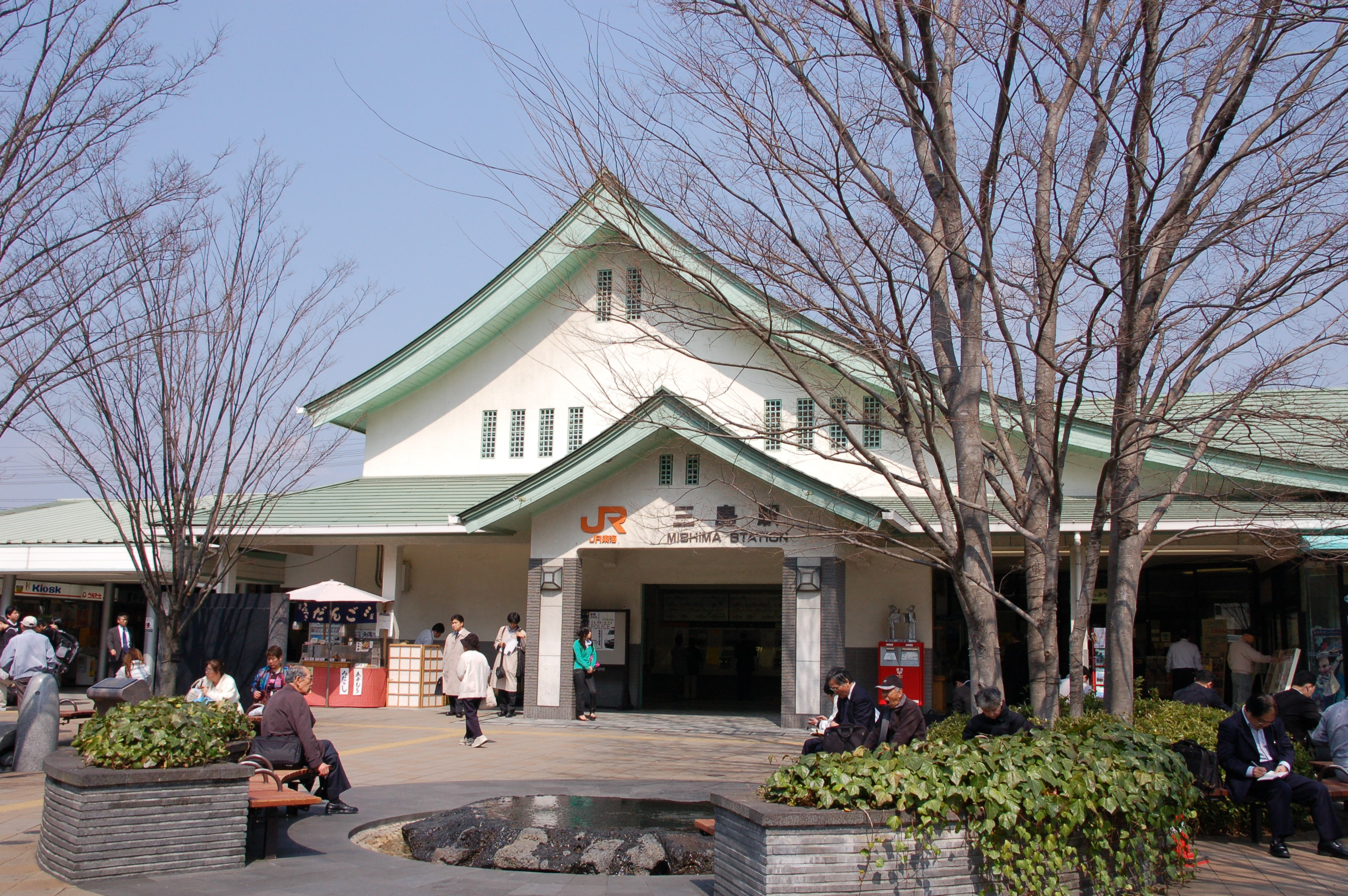
御洲駅のモデルとなった三島駅の旧駅舎。

山海市
『風の東の月の森』の舞台となっている架空の地方都市。山あいの街で、「駿河医大附属病院」などが登場するなど、作者が在住している静岡の熱海をモデルにしている。
山海駅
『風の東の月の森』の「夏服の指定席」「はじめての男」「みつめられてキュン」などで登場している山海駅も、1990年代当時の熱海駅がモデルとなっている。なお現在は、新駅舎に建て直されている。
御洲駅
『風の東の月の森』の「夏服の指定席」などで登場している駅で、熱海の隣にある「三島駅」がモデルになっている。
御洲南高等学校
美咲、清木たちが通っている高校。「静岡県立三島南高等学校」がモデルとされているが、2001年に校舎が移転している。
月ヶ森教会
『風の東の月の森1』で、住友直樹が姫川真澄を2度とも連れ込んだ教会。金子教授が神父として身上相談をしているのもこの教会であり、奇しくも姫川姉妹でここで揃って犯されたことになる。シスターコレットもここに在籍している。
座山会 春野病院
春野が院長をしている産婦人科を専門としている地方病院。隠しカメラやマジックミラーが取り付けられており、隠し部屋から着替え風景やトイレなどを覗けるようになっている。
森川荘
『風の東の月の森3』の「まぐわって禍！」に登場した、大正8年に設立された山海尋常高等小学校の認定寄宿舎。なお、熱海には「熱海尋常高等小学校」が明治44年に設立されており、この高等小学校のモデルとされている。
セクシーショップ及川
遅効性睡眠薬を配合した超悶絶媚薬「ジンジン君」などを販売している。
川田質店
川田という爺さんがやっていた質屋だが、実際には趣味と実益を兼ねたブルセラ店となっていた。川田が亡くなり、金を貸していた児玉がブルセラ店を引き継いで、女子高生や人妻らを手篭めにしていた。シスターコレットから仕入れた「催淫香」などを販売している。

## さくら出版原稿紛失事件
「さくら出版原稿紛失事件」では、時積恵美之も被害者の一人であり、確認できたものだけでも96ページ分にあたる原稿が紛失被害に遭った模様。この事件は、実際には紛失ではなく出版社により転売された可能性が高いとされている。この他、コミックス未収録の作品にも被害があったかは不明である。
- 心うらはら 16ｐ （風の東の月の森 1巻）
- やっぱり嫁げない 18ｐ（風の東の月の森 1巻）
- とどかぬ叫び 18ｐ（風の東の月の森 2巻）
- ブルセラ日記 16ｐ（風の東の月の森 3巻）